# 유성훈
유성훈(柳成勳, 1962년 8월 14일~)은 대한민국의 정치인이다. 제9·10대 서울특별시 금천구청장(민선 7·8기)이다. 2018년 선거에서 금천구청장에 당선되었으며, 2022년 재선되었다.

## 학력
- 1969~1975 서울도림국민학교 졸업
- 1975~1978 강서중학교 졸업
- 1978~1981 문일고등학교 졸업
- 1981~1984 중앙대학교 경영대학 경영학 학사
- 2001~2004 한양대학교 행정자치대학원 행정학 석사

## 경력
- 1999.05~2003.06: 김대중 정부·노무현 정부 대통령비서실 행정관
- 2006.04~2006.05: 제4회 전국동시지방선거 서울특별시 금천구청장 열린우리당 예비후보
- 2008.06: 한국장애인직업생활상담원협회 부회장
- 2008.12: 국회환경포럼 정책자문위원회 위원
- 2010.02~2011.04: 민주당 중앙당 부대변인
- 2012.03~2014.01: 민주통합당→민주당 중앙당 사무부총장
- 2012.10~2012.12: 제18대 대통령 선거 민주통합당 문재인 대통령 후보 중앙선거대책위원회 총무부본부장
- 2018.07~2022.06: 제9대 서울특별시 금천구청장(민선 7기, 더불어민주당, 초선)
- 2021.06~: 제2대 전국책읽는도시협의회 회장
- 2022.02~: 남북평화협력 지방정부협의회 부회장
- 2022.07~: 제10대 서울특별시 금천구청장(민선 8기, 더불어민주당, 재선)

## 역대 선거 결과
|  | 36.45% |

|  | 63.37% |

|  | 52.99% |